# Regarding Henry
Regarding Henry is een Amerikaanse dramafilm uit 1991 onder regie van Mike Nichols.

## Verhaal
Doordat de gerenommeerde advocaat Henry Turner gewond raakte tijdens een schietpartij, lijdt hij nu aan geheugenverlies. Bovendien moet hij opnieuw leren spreken. Zijn vrouw en dochter trachten hem daarbij te helpen.

## Rolverdeling
| Acteur            | Personage       |
| ----------------- | --------------- |
| Harrison Ford     | Henry Turner    |
| Annette Bening    | Sarah Turner    |
| Bill Nunn         | Bradley         |
| Michael Haley     | Griffier        |
| Stanley Swerdlow  | Mr. Matthews    |
| Julie Follansbhee | Mrs. Matthews   |
| Rebecca Miller    | Linda           |
| Bruce Altman      | Bruce           |
| Elizabeth Wilson  | Jessica         |
| Donald Moffat     | Charlie Cameron |
| Mikki Allen       | Rachel Turner   |
| Aida Linares      | Rosella         |
| John MacKay       | George          |
| Mary Gilbert      | Julia           |
| Peter Appel       | Eddie           |
| John Leguizamo    | Overvaller      |
| James Rebhorn     | Dr. Sultan      |
| J.J. Abrams       | Loopjongen      |

## Filmmuziek
De muziek voor Regarding Henry werd gecomponeerd door Hans Zimmer.